# 今治商店街

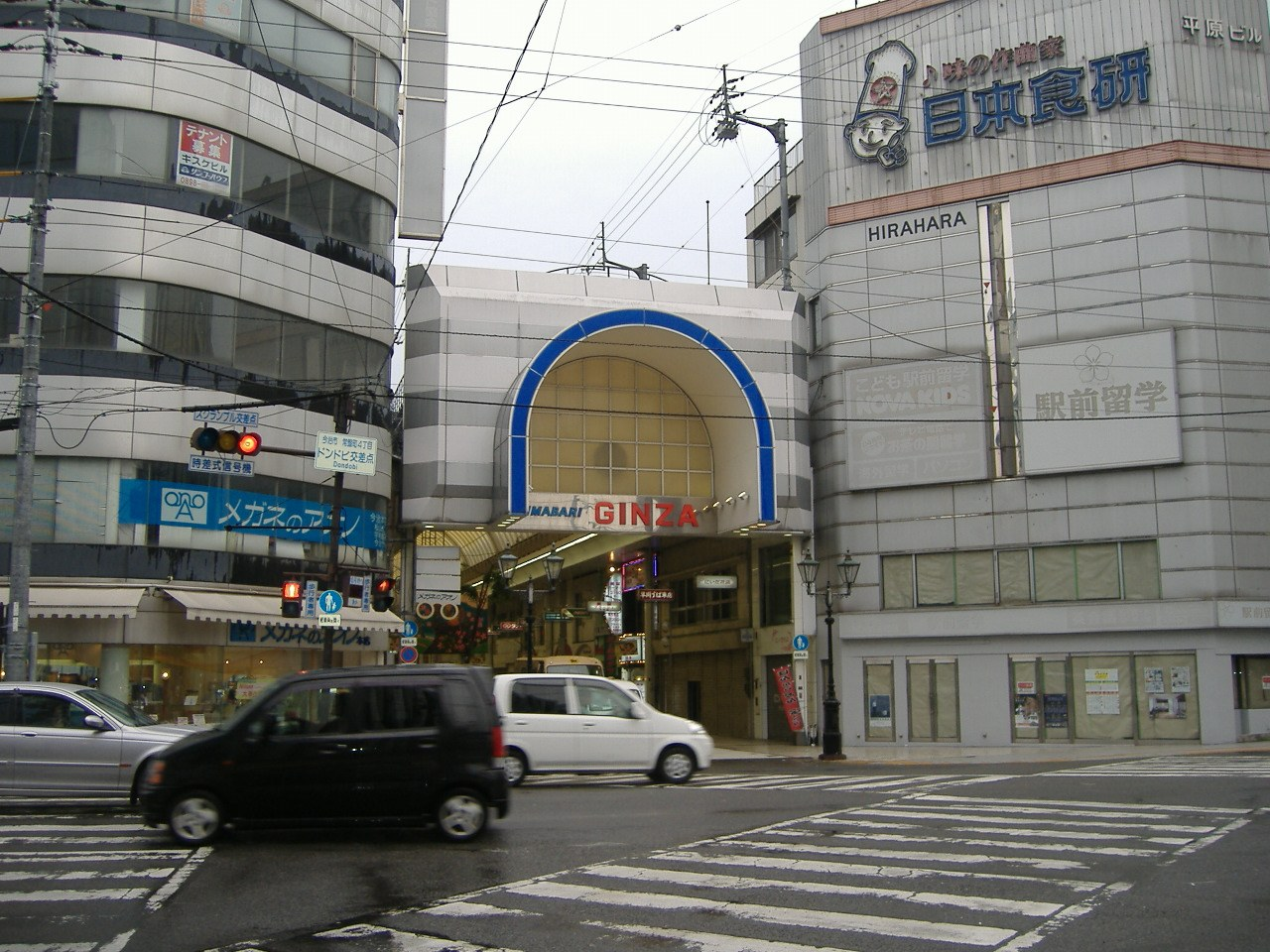
今治商店街入口のドンドビ交差点

今治商店街（いまばりしょうてんがい）は、愛媛県今治市にある商店街である。今治市中心街のドンドビ交差点（川をさかのぼって押し寄せる海水を呑んだり吐いたりする樋門＝呑吐樋に由来）から今治港にかけてアーケード街が伸びる。商店街はどんどび商店街、常盤町銀座商店街、川岸端商店街、米屋町商店街、新町商店街、本町商店街、港町商店街の7つの商店街で構成されている。
以前は周囲に今治大丸、今治髙島屋、ニチイ、今治ショッパーズプラザ（ダイエー）などが立地し、かなり活気があったが、しまなみ海道の開通による今治港への船便の減少や郊外型ショッピング施設の進出、市街地の大型店撤退による買い物客の流れの変化で、以前ほどの活気はなくなっている。

## 概要

### 本町商店街
1603年の藤堂高虎による今治城築城に伴う城下町の形成時に商業活動が許された「今治八町」のひとつをなす最も古い商店街である。1973年の土地利用からは呉服店の他、衣料品店も多く全区画138件に占める両業種の割合は約30％に達していた。呉服店の数は後継者不足と和装需要の低迷から大きく減少し、低・未利用地が増加した。

### 銀座商店街・新町商店街
商業活動の制約がなくなった明治時代に形成された。1922年の今治港開港と1924年の国鉄予讃線開通を契機に多くの店舗が集積した結果、今治港から今治駅を結ぶ主要街路のひとつとして成長した。しまなみ海道の開通前は銀座、新町の両商店街には所用で今治市を訪れる芸予諸島の住民が多く、足を運んでいた。しかし、しまなみ海道の開通後は芸予諸島から自家用車あるいは路線バスがしまなみ海道を経由し、かつ今治港を通過することもなく旧今治市への直接流入が可能となり商店街の商業活動は衰退した。
銀座商店街の土地利用を見ると衣料品店をはじめとする買回品店が多く、1973年時点では衣料品店や呉服店、高級買回品店、日常買回品店の合計は107店を数えた。しかし、近年は駐車場や空地・空家が増加しており空店舗が目立っている。新たな土地利用としてマンションの立地がみられており、あなぶき興産が2014年12月に地上10階建・45戸を供給する分譲マンションを竣工させた。2018年3月には同社が隣接街路において、同じ階数と戸数の分譲マンションを竣工させている。
新町商店街における土地利用の特徴として、食料品店と飲食店の立地件数が多いことが挙げられる。しまなみ海道開通前、今治港に近いことを反映して新町商店街に立地する食料品店は水産加工品を扱う店舗が多く存在した。また多くの飲食店は船舶の到着時間に合わせて早朝から営業を始めていた。しまなみ海道開通後は今治港を発着する航路の廃止もしくは減便に伴い、今治港の船舶乗降数は大きく減少し食料品店や飲食店の閉店が相次いだ。

## 歴史
- 1952年 - 「土曜夜市」が始まる。
- 1958年 - 今治センター（後の今治髙島屋）が開店。
- 1962年 - 大洋デパート（後の今治大丸）が開店。
- 1972年 - フジ今治店がオープン。今治ショッパーズプラザ（後のザ・ショッパーズ）がオープン。
- 1973年 - 大洋デパートが常盤町に移転。
- 1984年 - 今治高島屋が閉店。
- 1988年 - 「いまばり日曜朝市」が始まる。
- 1989年 - ヴィサージュ（大洋デパート跡）がオープン。
- 1993年 - フジ今治店が閉店。
- 1999年 - ニチイ今治店が閉店。
- 2000年 - 今治商店街おかみさん会が設立される。市民ギャラリー「しまなみパティオ」、アンテナショップ「すぴか」がオープン。
- 2002年 - 今治コミュニティ放送が開局。
- 2003年 - マルナカ今治駅前店(ニチイ今治店跡)がオープン。
- 2008年 - 今治大丸が閉店。
- 2010年 - 「まちなか広場 ほんからどんどん」がオープン。
- 2011年 - ヴィサージュが閉店。
- 2016年 - 「今治市まちなか活性化サロン ぷらっと」が開設される[8]。
- 2021年5月25日 - 新型コロナウイルスの流行による売り上げの減少により「まちなか広場 ほんからどんどん」が閉店となる[9]。